# Bel Assis
Bel Assis is het eerste solomuziekalbum van de Britse bassist Mo Foster. Mo kan na zijn succesvolle sessiewerk met b.v Phil Collins kiezen uit een keur van musici. Het album verscheen in 1988 op het, inmiddels ter ziele gegane, platenlabel MMC van Pete Van Hooke. Later verscheen het in diverse uitvoeringen bij Inak en Angel Air.

## Musici
- Mo Foster – basgitaar, toetsen
- Simon Phillips – slagwerk
- Gary Moore – gitaar
- Stan Sulzman – sopraansaxofoon
- Ray Russell – gitaar
- Frank Ricotti – vibrafoon
- Peter Van Hooke – elektronische percussie
- Rod Argent – toetsen
- Dave Defries – trompet
- Sal Gallina – blaasinstrumenten

## Composities
| track | compositie              | componist(-en)           | tijd | musici                                  |
| ----- | ----------------------- | ------------------------ | ---- | --------------------------------------- |
| 1     | The Light In Your Eyes  | Mo Foster                | 5:42 | Foster, Philips, Moore, Hooke           |
| 2     | A Walk In The Country   | Mo Foster                | 4:31 | Foster, Russell, Sulzman, Argent, Hooke |
| 3     | Gaia                    | Mo Foster                | 6:27 | Foster, Hooke, Sulzman, Russell, Argent |
| 4     | Crete Revisited         | Mo Foster                | 4:44 | Foster, Phillips                        |
| 5     | So Far Away             | Mo Foster, Ray Russell   | 3:47 | Foster, Russell, Ricotti, Sulzman       |
| 6     | Analytical Engine       | Mo Foster                | 5:01 | Foster, Hooke, Russell                  |
| 7     | Pump II                 | Mo Foster                | 6:05 | Foster, Phillips, Moore                 |
| 8     | Jaco                    | Mo Foster                | 6:11 | Foster, Russell, Sulzman, Argent        |
| 9     | Bel Assis               | Mo Foster                | 3:43 | Foster, Russell, Hooke                  |
| 10    | And Then There Were Ten | Mo Foster en Ray Russell | 5:01 | Foster, Hooke, Russell, Argent          |
| 11    | Nomad                   | Mo Foster                | 8:10 | Foster, Hooke, Defries, Gallina, Argent |

Het album is opgenomen tussen oktober 1987 en januari 1988 in:
- Last Chance Recordings, Londen, Engeland
- The White House Studio, Suffolk, Engeland
- The Red House Studio, Bedfordshire, Engeland (van Rod Argent)
- Eastcote Studio, Londen, Engeland
- Windmill Lane Studios, Dublin, Ierland